# Faded (chanson de Zhu)
Pour les articles homonymes, voir Faded.
Faded est une chanson de Zhu, un chanteur de musique électronique qui est actif depuis début 2014. Depuis mi-2014, Zhu est resté anonyme, souhaitant être jugé seulement sur sa musique. Un remix extended play est sorti le 29 juin 2014. Faded a atteint la place de numéro 1 à l'US Dance chart.

## Liste des chansons
Téléchargement
| No | Titre | Durée |
| -- | ----- | ----- |
| 1. | Faded | 3:46  |

Remixes
| No | Titre                      | Durée |
| -- | -------------------------- | ----- |
| 1. | Faded (The Magician Remix) | 5:34  |
| 2. | Faded (ODESZA Remix)       | 3:58  |
| 3. | Faded (AMTRAC Remix)       | 5:17  |
| 4. | Faded (Lido Remix)         | 4:24  |
| 5. | Faded (TÂCHES Remix)       | 5:00  |
| 6. | Faded (Steve James Remix)  | 4:49  |
| 7. | Faded (Toyo Remix)         | 3:58  |

## Performances au hit-parade
Il est devenu le 3e single sorti en 2014 au top UK Dance Chart sans atteindre le UK Singles Chart, les deux premiers étant Wasted par Tiësto featuring Matthew Koma et Right Here par Jess Glynne.

### Performances hebdomadaires
| Performance (2014)                      | Place atteinte |
| --------------------------------------- | -------------- |
| Australie (ARIA)                        | 3              |
| Autriche (Ö3 Austria Top 40)            | 15             |
| Belgique (Flandre Ultratop 50 Singles)  | 7              |
| Belgique (Wallonie Ultratop 50 Singles) | 11             |
| Danemark (Tracklisten)                  | 2              |
| France (SNEP)                           | 41             |
| Allemagne (Media Control AG)            | 18             |
| Hongrie (Rádiós Top 40)                 | 13             |
| Hongrie (Rádiós Top 40)                 | 4              |
| Irlande (IRMA)                          | 39             |
| Allemagne (Media Control AG)            | 69             |
| Pologne (ZPAV)                          | 3              |
| Écosse (OCC)                            | 3              |
| Suisse (Schweizer Hitparade)            | 57             |
| Royaume-Uni (UK Singles Chart)          | 1              |
| Royaume-Uni (UK Singles Chart)          | 3              |

### Année et performance
| Hit-parade (2014)                             | Position |
| --------------------------------------------- | -------- |
| Australie (ARIA)                              | 32       |
| Pologne (ZPAV)                                | 31       |
| Royaume-Uni Singles (Official Charts Company) | 96       |